# Duclair
Duclair és un municipi francès situat al departament del Sena Marítim i a la regió de Normandia. L'any 2007 tenia 4.094 habitants.

## Demografia

### Població
El 2007 la població de fet de Duclair era de 4.094 persones. Hi havia 1.729 famílies de les quals 540 eren unipersonals (204 homes vivint sols i 336 dones vivint soles), 523 parelles sense fills, 536 parelles amb fills i 130 famílies monoparentals amb fills.
La població ha evolucionat segons el següent gràfic:
Habitants censats

### Habitatges
El 2007 hi havia 1.861 habitatges, 1.760 eren l'habitatge principal de la família, 19 eren segones residències i 82 estaven desocupats. 1.313 eren cases i 540 eren apartaments. Dels 1.760 habitatges principals, 959 estaven ocupats pels seus propietaris, 760 estaven llogats i ocupats pels llogaters i 41 estaven cedits a títol gratuït; 89 tenien una cambra, 135 en tenien dues, 347 en tenien tres, 522 en tenien quatre i 666 en tenien cinc o més. 1.130 habitatges disposaven pel capbaix d'una plaça de pàrquing. A 831 habitatges hi havia un automòbil i a 631 n'hi havia dos o més.

### Piràmide de població
La piràmide de població per edats i sexe el 2009 era:
| Homes | Edats   | Dones |
| ----- | ------- | ----- |
| 0     | 95 o +  | 8     |
| 16    | 90 a 94 | 24    |
| 8     | 85 a 89 | 24    |
| 20    | 80 a 84 | 40    |
| 68    | 75 a 79 | 88    |
| 56    | 70 a 74 | 80    |
| 72    | 65 a 69 | 136   |
| 100   | 60 a 64 | 96    |
| 72    | 55 a 59 | 84    |
| 124   | 50 a 54 | 112   |
| 148   | 45 a 49 | 156   |
| 200   | 40 a 44 | 172   |
| 172   | 35 a 39 | 180   |
| 148   | 30 a 34 | 136   |
| 144   | 25 a 29 | 144   |
| 88    | 20 a 24 | 120   |
| 196   | 15 a 19 | 124   |
| 196   | 10 a 14 | 164   |
| 120   | 5 a 9   | 136   |
| 124   | 0 a 4   | 48    |

## Economia
El 2007 la població en edat de treballar era de 2.617 persones, 1.862 eren actives i 755 eren inactives. De les 1.862 persones actives 1.691 estaven ocupades (926 homes i 765 dones) i 172 estaven aturades (70 homes i 102 dones). De les 755 persones inactives 212 estaven jubilades, 270 estaven estudiant i 273 estaven classificades com a «altres inactius».

### Ingressos
El 2009 a Duclair hi havia 1.753 unitats fiscals que integraven 4.045,5 persones, la mediana anual d'ingressos fiscals per persona era de 18.536 €.

### Activitats econòmiques
Dels 197 establiments que hi havia el 2007, 7 eren d'empreses alimentàries, 9 d'empreses de fabricació d'altres productes industrials, 14 d'empreses de construcció, 52 d'empreses de comerç i reparació d'automòbils, 6 d'empreses de transport, 15 d'empreses d'hostatgeria i restauració, 13 d'empreses financeres, 7 d'empreses immobiliàries, 27 d'empreses de serveis, 27 d'entitats de l'administració pública i 20 d'empreses classificades com a «altres activitats de serveis».
Dels 57 establiments de servei als particulars que hi havia el 2009, 1 era una oficina d'administració d'Hisenda pública, 1 gendarmeria, 1 oficina de correu, 4 oficines bancàries, 1 funerària, 6 tallers de reparació d'automòbils i de material agrícola, 1 taller d'inspecció tècnica de vehicles, 1 autoescola, 2 paletes, 2 fusteries, 4 lampisteries, 1 electricista, 7 perruqueries, 6 veterinaris, 11 restaurants, 4 agències immobiliàries, 2 tintoreries i 2 salons de bellesa.
Dels 32 establiments comercials que hi havia el 2009, 1 era un hipermercat, 1 una gran superfície de material de bricolatge, 3 botiges de menys de 120 m², 4 fleques, 5 carnisseries, 1 una peixateria, 2 botigues de roba, 2 botigues d'equipament de la llar, 1 una botiga d'equipament de la llar, 2 botigues d'electrodomèstics, 1 una botiga de mobles, 2 drogueries, 2 joieries i 5 floristeries.
L'any 2000 a Duclair hi havia 17 explotacions agrícoles que ocupaven un total de 360 hectàrees.

## Equipaments sanitaris i escolars
El 2009 hi havia 2 psiquiàtrics, 2 farmàcies i 1 ambulància.
El 2009 hi havia 1 escola maternal i 1 escola elemental. Duclair disposava d'un col·legi d'educació secundària amb 627 alumnes.

## Poblacions més properes
El següent diagrama mostra les poblacions més properes.